# Верентсуз
Верентсу́з (фр. Werentzhouse) — коммуна на северо-востоке Франции в регионе Гранд-Эст (бывший Эльзас — Шампань — Арденны — Лотарингия), департамент Верхний Рейн, округ Альткирш, кантон Альткирш. До марта 2015 года коммуна административно входила в состав упразднённого кантона Феррет (округ Альткирш).
Площадь коммуны — 4,5 км², население — 586 человек (2006) с тенденцией к стабилизации: 578 человек (2012), плотность населения — 128,4 чел/км².

## Население
Численность населения коммуны в 2011 году составляла 574 человека, а в 2012 году — 578 человек.
| 1962 | 1968 | 1975 | 1982 | 1990 | 1999 | 2005 | 2006 | 2008 | 2010 | 2011 | 2012 |
| ---- | ---- | ---- | ---- | ---- | ---- | ---- | ---- | ---- | ---- | ---- | ---- |
| 360  | 357  | 401  | 421  | 462  | 555  | 573  | 586  | 583  | 575  | 574  | 578  |

Динамика населения:

## Экономика
В 2010 году из 377 человек трудоспособного возраста (от 15 до 64 лет) 303 были экономически активными, 74 — неактивными (показатель активности 80,4 %, в 1999 году — 74,3 %). Из 303 активных трудоспособных жителей работал 281 человек (149 мужчин и 132 женщины), 22 числились безработными (6 мужчин и 16 женщин). Среди 74 трудоспособных неактивных граждан 23 были учениками либо студентами, 24 — пенсионерами, а ещё 27 — были неактивны в силу других причин.
На протяжении 2011 года в коммуне числилось 244 облагаемых налогом домохозяйства, в которых проживало 571,5 человек. При этом медиана доходов составила 30184 евро на одного налогоплательщика.

## Достопримечательности (фотогалерея)
- Церковь
- Апсида
- Колокольня